# Bad Liar (песня Imagine Dragons)
«Bad Liar» (с англ. — «Плохой лжец») ― песня американской рок-группы Imagine Dragons, выпущенная 6 ноября 2018 года в качестве четвёртого сингла с их четвёртого студийного альбома Origins. Была написана Imagine Dragons, Эйжей Волкман и Йоргеном Одегардом.
Песня достигла 56 места в чарте Billboard Hot 100, возглавила чарты в Чехии и Латвии, вошла в топ-10 в Бельгии, Финляндии, Словакии и Швейцарии, в топ-20 в Австралии, Австрии, Германии, Италии, Новой Зеландии, Норвегии, Польше, Сингапуре и Швеции. 31 мая 2019 года был выпущен ремикс на Bad Liar ― Bad Liar Stripped.

## История
Сингл Bad Liar был написан главным вокалистом Imagine Dragons Дэном Рейнольдсом совместно с его женой Эйжей Волкман незадолго до того, как они расстались. Однако Рейнольдс заявил, что они с Волкман не развелись.
Норвежская рок-группа Maraton отметила, что обложка сингла Bad Liar почти идентична с обложкой их сингла Blood Music, отличаясь лишь цветом. Сингл Maraton был выпущен в феврале 2018 года, в то время как песня Imagine Dragons вышла девять месяцев спустя, в ноябре 2018 года. Maraton также опубликовали заявление, в котором говорится, что они купили дизайн обложки у американского художника Майка Винкельманна, но не заключили сделку, предоставляющую им все права на изображение.

## Отзывы
Idolator назвал песню «откровенным гимном расставания». Billboard сравнил лирическое повествование песни с другой песней группы Imagine Dragons ― Demons.

## Музыкальное видео
Музыкальное видео было выпущено 24 января 2019 года. Видео повествует о паре старшеклассников, а Imagine Dragons исполняют песню Bad Liar на парковке школы, в которой учится пара. Видео было снято режиссёром Райаном Райхенфельдом в средней школе Грин-Вэлли в Хендерсоне, штат Невада. Главную роль играет танцовщица Отэм Миллер, исполняющая хореографию Мариссы Осато. По данным на май 2022 года музыкальное видео набрало более 378 миллионов просмотров.

## Чарты
| Чарт (2018—2019)                             | Высшая позиция |
| -------------------------------------------- | -------------- |
| Австралия (ARIA)                             | 20             |
| Австрия (Ö3 Austria Top 40)                  | 13             |
| Бельгия/Фландрия (Ultratop 50)               | 10             |
| Бельгия/Валлония (Ultratop 50)               | 3              |
| Канада (Billboard Canadian Hot 100)          | 50             |
| Чехия (Rádio — Top 100)                      | 1              |
| Чехия (Singles Digitál Top 100)              | 1              |
| Финляндия (Suomen virallinen lista)          | 10             |
| Франция (SNEP)                               | 41             |
| Германия (GfK)                               | 16             |
| Венгрия (Single Top 40)                      | 31             |
| Венгрия (Stream Top 40)                      | 5              |
| Ирландия (IRMA)                              | 36             |
| Италия (FIMI)                                | 16             |
| Литва (AGATA)                                | 6              |
| Нидерланды (Dutch Top 40)                    | 9              |
| Нидерланды (Single Top 100)                  | 36             |
| Новая Зеландия (Recorded Music NZ)           | 16             |
| Норвегия (VG-lista)                          | 17             |
| Польша (Polish Airplay Top 100)              | 2              |
| Португалия (AFP)                             | 18             |
| Шотландия (OCC Scotland)                     | 82             |
| Сербия (Radiomonitor)                        | 3              |
| Сингапур (RIAS)                              | 18             |
| Словакия (Rádio — Top 100)                   | 1              |
| Словакия (Singles Digitál Top 100)           | 2              |
| Словения (SloTop50)                          | 9              |
| Испания (PROMUSICAE)                         | 80             |
| Швеция (Sverigetopplistan)                   | 17             |
| Швейцария (Schweizer Hitparade)              | 4              |
| Великобритания (OCC UK Singles)              | 44             |
| США (Billboard Hot 100)                      | 56             |
| США (Billboard Adult Pop Airplay)            | 11             |
| США (Billboard Hot Rock & Alternative Songs) | 2              |
| США (Billboard Pop Airplay)                  | 21             |
| США (Billboard Rock & Alternative Airplay)   | 9              |

| Чарт (2019)                       | Позиция |
| --------------------------------- | ------- |
| Австралия (ARIA)                  | 66      |
| Австрия (Ö3 Austria Top 40)       | 31      |
| Бельгия (Ultratop Flanders)       | 33      |
| Бельгия (Ultratop Wallonia)       | 21      |
| Франция (SNEP)                    | 101     |
| Германия (Official German Charts) | 32      |
| Италия (FIMI)                     | 50      |
| Нидерланды (Dutch Top 40)         | 55      |
| Польша (ZPAV)                     | 15      |
| Португалия (AFP)                  | 62      |
| Словения (SloTop50)               | 15      |
| Швейцария (Schweizer Hitparade)   | 13      |
| US Adult Top 40 (Billboard)       | 41      |
| US Hot Rock Songs (Billboard)     | 5       |

## Сертификации
| Регион                                                                      | Сертификация  | Продажи   |
| --------------------------------------------------------------------------- | ------------- | --------- |
| Австралия (ARIA)                                                            | Платиновый    | 70 000    |
| Австрия (IFPI Austria)                                                      | Платиновый    | 30 000    |
| Бельгия (BEA)                                                               | Золотой       | 20 000    |
| Канада (Music Canada)                                                       | Платиновый    | 80 000    |
| Дания (IFPI Danmark)                                                        | Золотой       | 45 000    |
| Франция (SNEP)                                                              | Платиновый    | 200 000   |
| Германия (BVMI)                                                             | Платиновый    | 400 000   |
| Италия (FIMI)                                                               | 2× Платиновый | 100 000   |
| Новая Зеландия (RMNZ)                                                       | Золотой       | 15 000    |
| Польша (ZPAV)                                                               | 3× Платиновый | 150 000   |
| Португалия (AFP)                                                            | 2× Платиновый | 20 000    |
| Великобритания (BPI)                                                        | Серебряный    | 200 000   |
| США (RIAA)                                                                  | Платиновый    | 1 000 000 |
| Данные о продажах + прослушиваниях приведены только на основе сертификации. |               |           |